# Wieniec (Gmina Iłów)
Pour les articles homonymes, voir Wieniec.
Wieniec  [ˈvjɛɲɛt͡s] est un village polonais de la gmina d'Iłów dans le powiat de Sochaczew et dans le voïvodie de Mazovie.